# Municipio de Ignacio Zaragoza (Chihuahua)
El Municipio de Ignacio Zaragoza es uno de los 67 municipios en que se divide el estado mexicano de Chihuahua. Localizado al noroeste del estado, su cabecera es Ignacio Zaragoza.

## Geografía
Ignacio Zaragoza se encuentra situado en el noroeste del territorio estatal de Chihuahua, en la zona de transición entre las montañas de la Sierra Madre Occidental y los valles del noroeste que anteceden al amplio desierto del norte del estado; es el extremo norte de la región de Babícora.
Tiene una extensión territorial de 2864.199 kilómetros cuadrados, que representan el 1.2% del territorio estala. Sus coordenadas extremas son 29° 24' - 30° 04 de latitud norte y 107° 22' - 108° 02' de longitud oeste, la altitud va de 1 400 a 3 000 metros sobre el nivel del mar.
Colinda al norte con el municipio de Galeana, al este con el municipio de Buenaventura, al sureste con el municipio de Namiquipa, al sur con el municipio de Gómez Farías, al suroeste con el municipio de Madera y al noroeste con el municipio de Casas Grandes.

## Demografía
Según el Conteo de Población y Vivienda de 2020 realizado por el Instituto Nacional de Estadística y Geografía, la población del municipio de Ignacio Zaragoza es de 5 196 habitantes, de los cuales 50.1% son hombres y 49.9% son mujeres.

### Localidades
En el censo de 2020 el municipio de Ignacio Zaragoza contaba con 32 localidades.
| Código INEGI      | Localidad         | Población (2020) |
| ----------------- | ----------------- | ---------------- |
| 080340001         | Ignacio Zaragoza  | 2 830            |
| Otras localidades | Otras localidades | 2 366            |
| Total municipal   | Total municipal   | 5 196            |

## Política

### Representación legislativa
Para la elección de diputados locales al Congreso de Chihuahua y de diputados federales a la Cámara de Diputados federal, el municipio de Ignacio Zaragoza se encuentra integrado en los siguientes distritos electorales:
Local:
- Distrito electoral local de 1 de Chihuahua con cabecera en Nuevo Casas Grandes.[7]

Federal:
- Distrito electoral federal 2 de Chihuahua con cabecera en Ciudad Juárez.[8]

### Presidentes municipales
- (1998 - 2001): Benjamín García Ruiz
- (2001 - 2004): Jesús José Varela Castillo
- (2004 - 2007): Lauro Orozco Gómez
- (2007 - 2010): Benjamín García Ruiz
- (2010 - 2013): Reyes Felipe Mendoza Pérez
- (2013 - 2016): Florencio Nevarez Franco
- (2016 - 2018): Ervey Ruiz Ornelas
- (2018 - 2021): Lauro Orozco Gómez
- (2021 - 2024): Lauro Orozco Gómez
- (2024 - 2027): Omar Escorza Ortiz